# Hadromerella antennata
Hadromerella antennata är en tvåvingeart som beskrevs av Jennifer L. Hollis 1964. Hadromerella antennata ingår i släktet Hadromerella och familjen styltflugor. Inga underarter finns listade i Catalogue of Life.